# Farnern
Farnern est une commune suisse du canton de Berne, située dans l'arrondissement administratif de Haute-Argovie.

## Histoire

Photo aérienne (1972)

Sous l'Ancien régime, la commune faisait partie du bailliage de Bipp.